# Caligula anna
Caligula anna — вид метеликів родини сатурнієвих (Saturniidae).

## Поширення
Вид поширений в Південній та Південно-Східній Азії.

## Опис
Розмах крил до 70 мм.